# Gotthold Klee
Gotthold Ludwig Klee (* 17. Mai 1850 in Dresden; † 9. Dezember 1916 in Neugruna bei Dresden) war ein deutscher Literaturhistoriker.

## Leben

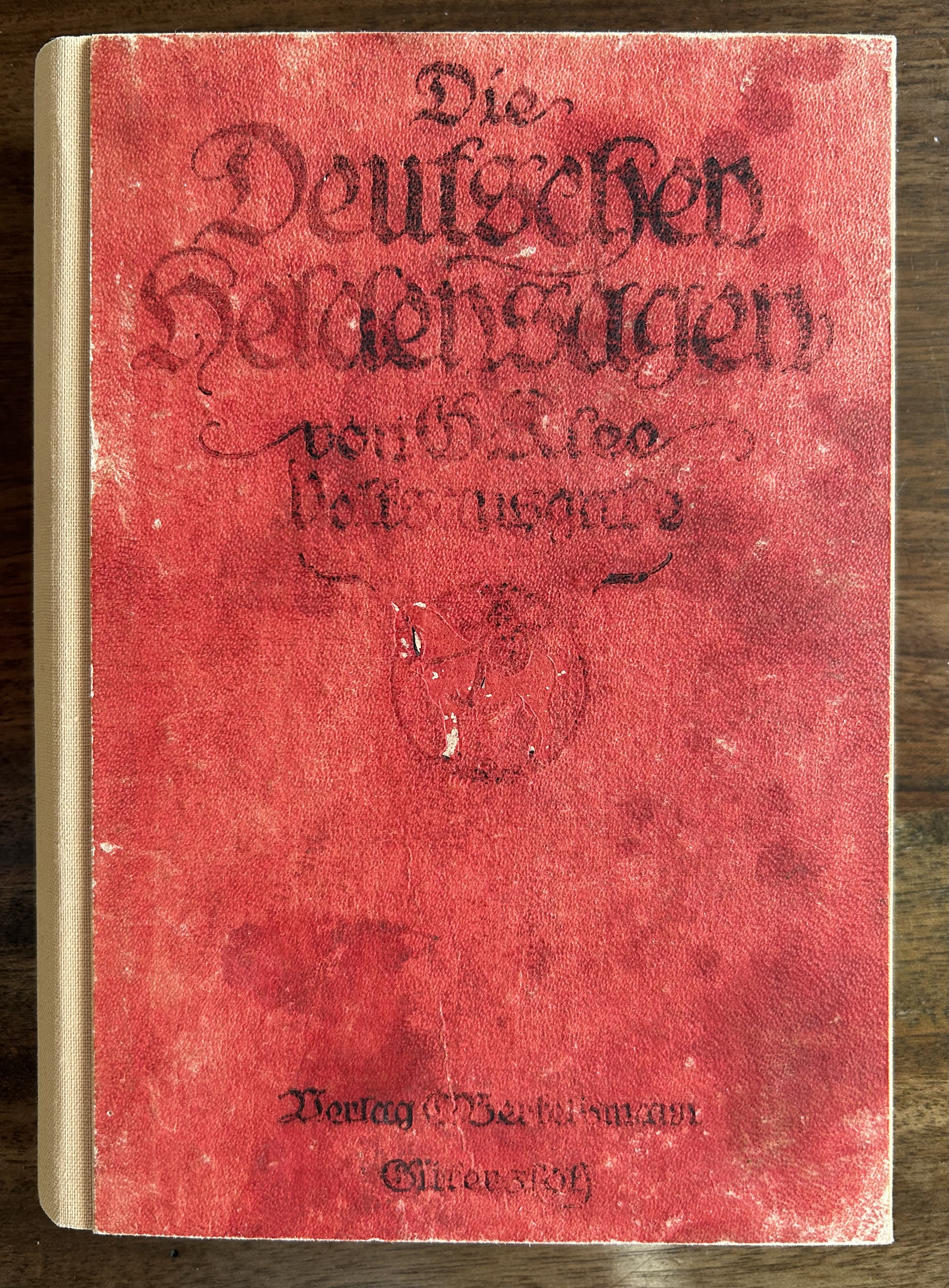
Die Deutschen Heldensagen, um 1920

Klee war der Sohn von Julius Ludwig Klee, Rektor der Kreuzschule in Dresden. Sein Onkel war Emil Herrmann. Von 1859 bis 1868 besuchte er das Gymnasium zum heiligen Kreuz in Dresden. 1873 promovierte er an der Universität Leipzig bei Friedrich Zarncke zum Dr. phil. Von 1874 bis 1885 war er Rektor der Lateinschule in Deidesheim. 1894 wurde er Gymnasialprofessor in Bautzen.
Er wurde bekannt als Verfasser von Schriften zur Literatur- und Sagengeschichte. Für eine Ausgabe von Homers Werken in Max Hesses Verlag schrieb er eine literarhistorische Einleitung. 1907 gab er die Ausgewählten Werke Karl Simrocks heraus, um 1920 erschienen im Verlag Bertelsmann seine Erzählungen der Deutschen Heldensagen.

## Werke (Auswahl)
- Die Deutschen Heldensagen für jung und alt erzählt. (Mit 8 Bildern von F.A. Joerdens u. a.). Bertelsmann, Gütersloh
- Sieben Bücher deutscher Volkssagen (2 Bände). Bertelsmann, Gütersloh
- Sagen der griechischen Vorzeit. Deutschen Kindern erzählt. Bertelsmann, Gütersloh
- Hausmärchen aus Altgriechenland.Deutschen Kindern wieder erzählt. Bertelsmann, Gütersloh
- Das Buch der Abenteuer. Den deutschen Volksbüchern nacherzählt. Bertelsmann, Gütersloh
- Zwanzig deutsche Volksbücher für jung und alt wiedererzählt. Bertelsmann, Gütersloh
- König Rother. Ein deutsches Heldengedicht nach der mittelalterlichen Überlieferung. Bertelsmann, Gütersloh
- Alpharts Tod. Ein deutsches Heldenlied. Bertelsmann, Gütersloh
- Bilder aus der älteren deutschen Geschichte. Drei Bände. Bertelsmann, Gütersloh
  - 1. Reihe: Die Urzeit bis zum Beginn der Völkerwanderung
  - 2. Reihe: Die Völkerwanderung
  - 3. Reihe: Die Langobarden und das Merowingische Frankenreich
- Deutsche Literaturgeschichte. (Hg. Dr. Willy Scheel) Hesse & Becker Verlag, Leipzig

## Belege
1. ↑  Kürschners deutscher Literatur-Kalender, 1917

| Personendaten    | Personendaten                              |
| ---------------- | ------------------------------------------ |
| NAME             | Klee, Gotthold                             |
| ALTERNATIVNAMEN  | Klee, Gotthold Ludwig (vollständiger Name) |
| KURZBESCHREIBUNG | deutscher Literaturhistoriker              |
| GEBURTSDATUM     | 17. Mai 1850                               |
| GEBURTSORT       | Dresden                                    |
| STERBEDATUM      | 9. Dezember 1916                           |
| STERBEORT        | Neugruna bei Dresden                       |